# Comité d'organisation des Jeux olympiques et paralympiques
| Sigles de 2 caractères   |
| Sigles de 3 caractères   |
| ► Sigles de 4 caractères |
| Sigles de 5 caractères   |
| Sigles de 6 caractères   |
| Sigles de 7 caractères   |
| Sigles de 8 caractères   |

COJO désigne couramment le Comité d'organisation des Jeux olympiques et paralympiques.
Le Comité International Olympique (CIO) confie l’organisation des Jeux Olympiques au Comité National Olympique (CNO) du pays de la ville hôte ainsi qu’à la ville hôte elle-même qui constituent un COJO.